# Deraeocoris vanduzeei
Deraeocoris vanduzeei är en insektsart som beskrevs av Knight 1921. Deraeocoris vanduzeei ingår i släktet Deraeocoris och familjen ängsskinnbaggar. Inga underarter finns listade i Catalogue of Life.